# サウスフロリダ・ブルズ

サウスフロリダ・カラーのAACのロゴ

サウスフロリダ・ブルズ（英: South Florida Bulls）は、アメリカ合衆国のサウスフロリダ大学のスポーツ競技チーム。NCAAディビジョンI所属。

## 競技チーム
| 男子スポーツ                                             | 女子スポーツ        |
| -------------------------------------------------------- | ------------------- |
| 野球                                                     | バスケットボール    |
| バスケットボール                                         | ビーチバレーボール* |
| クロスカントリー                                         | クロスカントリー    |
| フットボール                                             | ゴルフ              |
| ゴルフ                                                   | ラクロス            |
| サッカー                                                 | セーリング          |
| テニス                                                   | サッカー            |
| 陸上†                                                    | ソフトボール        |
|                                                          | テニス              |
|                                                          | 陸上†               |
|                                                          | バレーボール        |
| * 2026年創設予定 †屋外競技チームと室内競技チームがある。 |                     |